# Médaille commémorative française des opérations du Moyen-Orient
La médaille commémorative française des opérations du Moyen-Orient récompense les ressortissants français civils (équipages des navires marchands et des appareils de l’aviation commerciale) et les militaires des trois armées ayant participé, entre le 1er septembre 1956 et le 22 décembre 1956 inclus, aux opérations qui se sont déroulées dans la zone géographique comprise entre les parallèles 20° Nord et 36° Nord et les méridiens 24° Est et 40° Est.

## Historique et modalités d'attribution
En 1956, le Président égyptien Nasser décidait de nationaliser la Compagnie du canal de Suez, où les intérêts français et britanniques prédominaient, ce qui entraîna une intervention militaire de ces deux pays (voir crise du canal de Suez).
Pour sa part, la France décida l’envoi un corps expéditionnaire, fort de dix mille hommes placés sous les ordres de l’amiral Barjot et du général Beaufre.
Sous la pression diplomatique des États-Unis et de l’URSS, les forces franco-britanniques se retirent des territoires repris et l’intervention est abandonnée. Dans cette affaire, l’armée française a cependant eu quinze morts.
Pour récompenser le personnel civil et militaire ayant pris part aux opérations, le décret no 57-630 du 22 mai 1957 créa la médaille commémorative française des opérations au Moyen-Orient, dont les caractéristiques générales sont proches de la Médaille commémorative d’Orient.
Il n’est pas délivré de diplôme et le droit au port de cette décoration se justifie par la possession d’un document militaire attestant de la participation aux opérations. Nul ne peut prétendre au port de cette médaille s’il a été l’objet, au cours des opérations, d’une condamnation à une peine afflictive ou infamante.
Les demandes pour attribution se font auprès du bureau des décorations au ministère de la Défense.

## Caractéristiques
- Médaille : d'un module de 30 mm, elle comporte à l'avers l'effigie de la République française et au revers l'inscription « Médaille commémorative française des opérations du Moyen-Orient 1956 »;
- Ruban : d'une largeur de 36 mm, il bleu ciel avec trois raies verticales jaunes, de 5 mm pour la centrale et de 2 mm pour les latérales;
- Agrafe : rectangulaire en bronze avec l’inscription "Moyen-Orient".